# Ipomoea coptica
Ipomoea coptica är en vindeväxtart som först beskrevs av Carl von Linné, och fick sitt nu gällande namn av Albrecht Wilhelm Roth. Ipomoea coptica ingår i släktet praktvindor, och familjen vindeväxter. IUCN kategoriserar arten globalt som livskraftig. Utöver nominatformen finns också underarten I. c. acuta.